# Eleições legislativas de 2015 no Seixal

## Resultados Oficiais
| Partido                 | Partido                        | Votos   | %               | +/-   |
| ----------------------- | ------------------------------ | ------- | --------------- | ----- |
|                         | Partido Socialista             | 27 058  | 34,09 / 100,00  | 5,37  |
|                         | Portugal à Frente              | 18 366  | 23,14 / 100,00  | 14,11 |
|                         | Coligação Democrática Unitária | 14 173  | 17,85 / 100,00  | 1,01  |
|                         | Bloco de Esquerda              | 10 590  | 13,34 / 100,00  | 7,08  |
|                         | Pessoas–Animais–Natureza       | 1 599   | 2,01 / 100,00   | 0,56  |
|                         | PCTP/MRPP                      | 1 126   | 1,42 / 100,00   | 0,08  |
|                         | LIVRE/Tempo de Avançar         | 791     | 1,00 / 100,00   | Novo  |
|                         | Outros                         | 2 891   | 3,64 / 100,00   |       |
| Votos Inválidos         | Votos Inválidos                | 2 786   | 3,51 / 100,00   | 0,59  |
| Total                   | Total                          | 79 380  | 100,00 / 100,00 |       |
| Eleitorado/Participação | Eleitorado/Participação        | 135 040 | 58,78 / 100,00  | 2,76  |
| Fonte                   | Fonte                          | [ 1 ]   | [ 1 ]           | [ 1 ] |

## Resultados por Freguesia
Os resultados seguintes referem-se aos partidos que obtiveram mais de 1,00% dos votos:
| Freguesia                                | %     | %     | %     | %     | %    | %    | %    | Votantes |
| Freguesia                                | PS    | PÀF   | CDU   | BE    | PAN  | PCTP | L    | Votantes |
| ---------------------------------------- | ----- | ----- | ----- | ----- | ---- | ---- | ---- | -------- |
| Amora                                    | 36,13 | 22,51 | 17,70 | 12,67 | 2,03 | 1,41 | 0,91 | 23 207   |
| Corroios                                 | 35,14 | 25,10 | 14,57 | 13,55 | 2,05 | 1,25 | 1,09 | 25 410   |
| Fernão Ferro                             | 33,66 | 29,22 | 12,87 | 12,62 | 1,81 | 1,12 | 0,89 | 8 860    |
| Seixal, Arrentela e Aldeia de Paio Pires | 30,88 | 19,07 | 23,85 | 14,10 | 2,04 | 1,75 | 1,01 | 21 903   |
| Seixal                                   | 34,09 | 23,14 | 17,85 | 13,34 | 2,01 | 1,42 | 1,00 | 79 380   |

#### Amora
| Partido                 | Partido                        | Votos  | %               | +/-   |
| ----------------------- | ------------------------------ | ------ | --------------- | ----- |
|                         | Partido Socialista             | 8 384  | 36,13 / 100,00  | 6,81  |
|                         | Portugal à Frente              | 5 223  | 22,51 / 100,00  | 14,59 |
|                         | Coligação Democrática Unitária | 4 107  | 17,70 / 100,00  | 0,66  |
|                         | Bloco de Esquerda              | 2 940  | 12,67 / 100,00  | 6,55  |
|                         | Pessoas–Animais–Natureza       | 472    | 2,03 / 100,00   | 0,57  |
|                         | PCTP/MRPP                      | 327    | 1,41 / 100,00   | 0,12  |
|                         | Outros                         | 1 038  | 4,47 / 100,00   |       |
| Votos Inválidos         | Votos Inválidos                | 716    | 3,09 / 100,00   | 1,12  |
| Total                   | Total                          | 23 207 | 100,00 / 100,00 |       |
| Eleitorado/Participação | Eleitorado/Participação        | 41 419 | 56,03 / 100,00  | 1,48  |

#### Corroios
| Partido                 | Partido                        | Votos  | %               | +/-   |
| ----------------------- | ------------------------------ | ------ | --------------- | ----- |
|                         | Partido Socialista             | 8 928  | 35,14 / 100,00  | 4,36  |
|                         | Portugal à Frente              | 6 377  | 25,10 / 100,00  | 13,90 |
|                         | Coligação Democrática Unitária | 3 703  | 14,57 / 100,00  | 1,56  |
|                         | Bloco de Esquerda              | 3 444  | 13,55 / 100,00  | 7,61  |
|                         | Pessoas–Animais–Natureza       | 521    | 2,05 / 100,00   | 0,73  |
|                         | PCTP/MRPP                      | 317    | 1,25 / 100,00   | 0,07  |
|                         | LIVRE/Tempo de Avançar         | 278    | 1,09 / 100,00   | Novo  |
|                         | Outros                         | 923    | 3,63 / 100,00   |       |
| Votos Inválidos         | Votos Inválidos                | 919    | 3,62 / 100,00   | 0,29  |
| Total                   | Total                          | 25 410 | 100,00 / 100,00 |       |
| Eleitorado/Participação | Eleitorado/Participação        | 41 315 | 61,50 / 100,00  | 6,25  |

#### Fernão Ferro
| Partido                 | Partido                         | Votos  | %               | +/-   |
| ----------------------- | ------------------------------- | ------ | --------------- | ----- |
|                         | Partido Socialista              | 2 982  | 33,66 / 100,00  | 6,37  |
|                         | Portugal à Frente               | 2 589  | 29,22 / 100,00  | 14,47 |
|                         | Coligação Democrática Unitária  | 1 140  | 12,87 / 100,00  | 0,04  |
|                         | Bloco de Esquerda               | 1 118  | 12,62 / 100,00  | 5,82  |
|                         | Pessoas–Animais–Natureza        | 160    | 1,81 / 100,00   | 0,59  |
|                         | Partido Democrático Republicano | 101    | 1,14 / 100,00   | Novo  |
|                         | PCTP/MRPP                       | 99     | 1,12 / 100,00   | 0,01  |
|                         | Outros                          | 319    | 3,60 / 100,00   |       |
| Votos Inválidos         | Votos Inválidos                 | 352    | 3,97 / 100,00   | 0,36  |
| Total                   | Total                           | 8 860  | 100,00 / 100,00 |       |
| Eleitorado/Participação | Eleitorado/Participação         | 14 144 | 62,64 / 100,00  | 2,01  |

#### Seixal, Arrentela e Aldeia de Paio Pires
| Partido                 | Partido                        | Votos  | %               |
| ----------------------- | ------------------------------ | ------ | --------------- |
|                         | Partido Socialista             | 6 764  | 30,88 / 100,00  |
|                         | Coligação Democrática Unitária | 5 223  | 23,85 / 100,00  |
|                         | Portugal à Frente              | 4 177  | 19,07 / 100,00  |
|                         | Bloco de Esquerda              | 3 088  | 14,10 / 100,00  |
|                         | Pessoas–Animais–Natureza       | 446    | 2,04 / 100,00   |
|                         | PCTP/MRPP                      | 383    | 1,75 / 100,00   |
|                         | LIVRE/Tempo de Avançar         | 222    | 1,01 / 100,00   |
|                         | Outros                         | 801    | 3,66 / 100,00   |
| Votos Inválidos         | Votos Inválidos                | 799    | 3,65 / 100,00   |
| Total                   | Total                          | 21 903 | 100,00 / 100,00 |
| Eleitorado/Participação | Eleitorado/Participação        | 38 162 | 57,39 / 100,00  |